# Tunnel van Xhierfomont
De tunnel van Xhierfomont is een spoortunnel in Rahier, een deelgemeente van Stoumont. De tunnel heeft een lengte van 127 meter. De enkelsporige spoorlijn 42 gaat door deze tunnel. De tunnel is genoemd naar het nabijgelegen dorp Xhierfomont.
De tunnel kwam in dienst op 1 juli 1890. De tunnelportalen zijn opgetrokken in rode baksteen. Doordat baksteen meer onderhevig is aan de natuurelementen dan natuursteen, hebben de tunnelportalen op dit deel van de spoorlijn 42 een zwaar verweerde indruk.